# Landkreis Lichtenfels
Landkreis Lichtenfels is een Landkreis in de Duitse deelstaat Beieren. De Landkreis telt 66.722 inwoners (31 december 2020) op een oppervlakte van 521,83 km². Kreisstadt is de gelijknamige stad.

## Indeling
Landkreis Lichtenfels is verdeeld in 11 gemeenten, waarvan er vier de status van stad hebben. Drie andere gemeenten mogen zich Markt noemen. Zowel in het noorden als in het zuiden van Lichtenfels ligt een gebied dat niet gemeentelijk is ingedeeld. 
Steden
1. Bad Staffelstein
2. Burgkunstadt
3. Lichtenfels
4. Weismain

Märkte
1. Ebensfeld
2. Marktgraitz
3. Marktzeuln

Overige gemeenten
1. Altenkunstadt
2. Hochstadt am Main
3. Michelau in Oberfranken
4. Redwitz an der Rodach

Niet gemeentelijk ingedeeld
1. Breitengüßbacher Forst (2,40 km²)
2. Neuensorger Forst (5,09 km²)

Aichach-Friedberg · Altötting · Amberg · Amberg-Sulzbach · Ansbach (stad) · Landkreis Ansbach · Aschaffenburg (stad) · Landkreis Aschaffenburg · Augsburg (stad) · Landkreis Augsburg · Bad Kissingen · Bad Tölz-Wolfratshausen · Bamberg (stad) · Landkreis Bamberg · Bayreuth (stad) · Landkreis Bayreuth · Berchtesgadener Land · Cham · Coburg (stad) · Landkreis Coburg · Dachau · Deggendorf · Dillingen an der Donau · Dingolfing Landau · Donau-Ries · Ebersberg · Eichstätt · Erding · Erlangen · Erlangen-Höchstadt · Forchheim · Freising · Feyung-Grafenau · Fürstenfeldbruck · Fürth (stad) · Landkreis Fürth · Garmisch-Partenkirchen · Günzburg · Haßberge · Hof (stad) · Landkreis Hof · Ingolstadt · Kaufbeuren · Kelheim · Kempten im Allgäu · Kitzingen · Kronach · Kulmbach · Landsberg am Lech · Landshut (stad) · Landkreis Landshut · Lichtenfels · Lindau · Main-Spessart · Memmingen · Miesbach · Miltenberg · Mühldorf am Inn · München · Landkreis München · Neuburg-Schrobenhausen · Neumarkt in der Oberpfalz · Neurenberg · Neustadt an der Aisch-Bad Windsheim · Neustadt an der Waldnaab · Neu-Ulm · Nürnberger Land · Oberallgäu · Ostallgäu · Passau (stad) · Landkreis Passau · Pfaffenhofen an der Ilm · Regen · Regensburg (stad) · Landkreis Regensburg · Rhön-Grabfeld · Rosenheim (stad) · Landkreis Rosenheim · Roth · Rottal-Inn · Schwabach · Schwandorf · Schweinfurt (stad) · Landkreis Schweinfurt · Starnberg · Straubing · Straubing-Bogen · Tirschenreuth · Traunstein · Unterallgäu · Weiden in der Oberpfalz · Weilheim-Schongau · Weißenburg-Gunzenhausen · Wunsiedel im Fichtelgebirge · Würzburg (stad) · Landkreis Würzburg
Altenkunstadt ·
Bad Staffelstein ·
Burgkunstadt ·
Ebensfeld ·
Hochstadt am Main ·
Lichtenfels ·
Marktgraitz ·
Marktzeuln ·
Michelau in Oberfranken ·
Redwitz an der Rodach ·
Weismain